# Лавка (мебель)

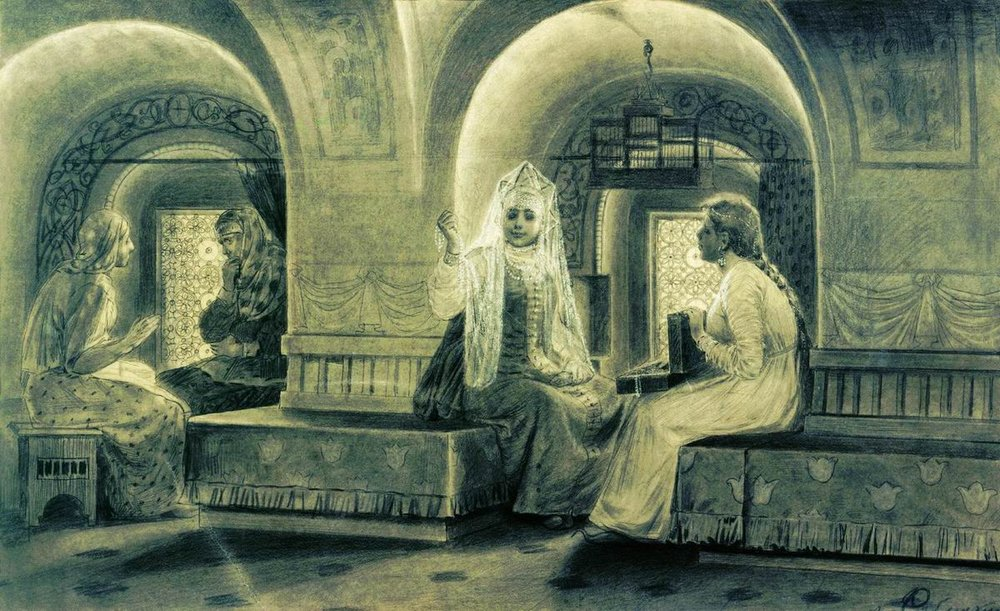
А. Рябушкин. «В тереме». 1880-е гг.
Красные лавки покрыты полавочниками

Ла́вка (ла́ва) — древняя стационарная многофункциональная деревянная мебель для отдыха, широко распространённая до начала XVIII века. Представляет собой доску для сидения нескольких человек или лежания, прикреплённую к стене. К настоящему времени продолжает использоваться в деревнях России, как наиболее простая форма в изготовлении мебели. Изначально в русском языке называлась лавой.
Является разновидностью скамейки.

## Описание лавки
Лавки изготовляли из толстых и широких (в три четверти аршина) досок. Доски устанавливали на столбики, которые также назывались подставками или стамиками. На краях лавки крепили тёс, что называлось опушкой. Под лавками иногда устраивали рундуки.

## Украшение лавок

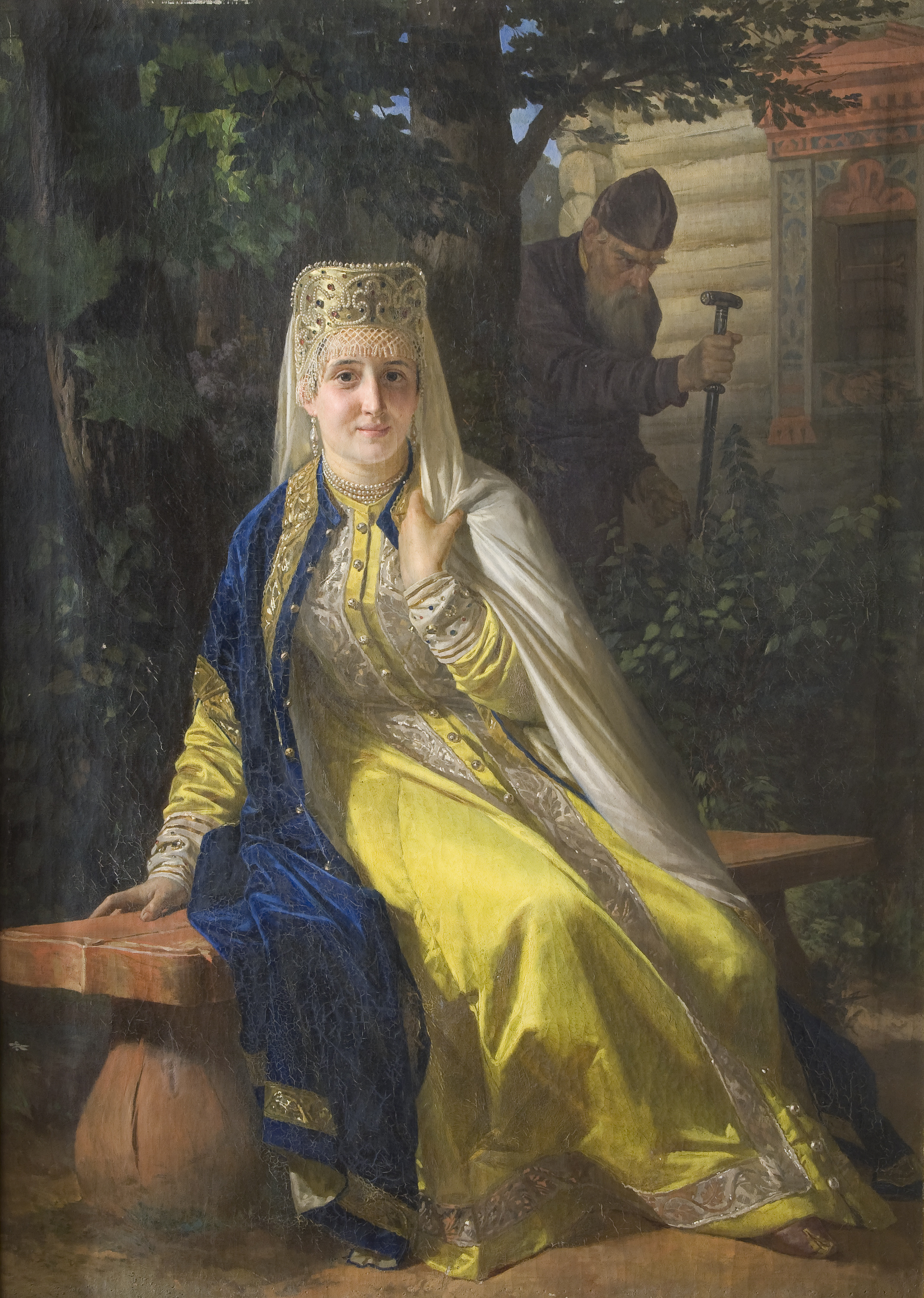
Николай Васильевич Неврев. «Василиса Мелентьева». 1886 год.
Лавка на стамике

Лавки обивали тканями или войлоком. Сверху войлок обивали сукном или красной сафьяновой тканью.
На лавку (особенно, если она стояла в каменном помещении) укладывали тафтяные бумажники — матрасы из хлопка. Вместо бумажника могли укладываться сафьяновые тюфяки.
Лавки накрывали суконными полавочниками. Полавочник сшивался из нескольких кусков ткани разного цвета: середина была одного цвета, а каймы, свисавшие с лавки, делали другого цвета. Полавочники и каймы иногда украшали вышитыми узорами, травами, изображениями зверей и птиц. Клинчатый полавочник изготовлялся из тканевых клиньев нескольких разных цветов. В богатых домах полавочник шился из бархата, для подкладки использовался киндяк.

## Расположение лавок в доме
Лавки стояли вдоль стен комнат или палат, вокруг всего помещения, иногда даже возле печей.
Лавка, стоявшая у входных дверей, в заднем углу, называлась «коник» (эта лавка зачастую украшалась резной конской головой). Этой лавкой заканчивалась линия лавок. Под коником почти всегда устраивался рундук для хранения различных домашних вещей. Лавки, стоявшие у окон, назывались «красными». Лавки, стоявшие у стены переднего угла — «передними» (большая лавка). В крестьянских избах на большой лавке во время пиров сидели женщины. Вдоль задней стены дома стояла широкая лавка, на которой спал хозяин дома. У печки стояла лавка судная (посудная).

## Использование лавок
До широкого распространения кровати люди спали на сундуках, лавках, полатях или на полу. Ещё в XIX веке в небогатых домах кровать играла декоративную роль — хозяева продолжали спать на полу.

Нет Ивашечки ни в печке, ни под печкой, — только Алёнка на лавке спит.— Ивашечка / Русская народная сказка
Пространство под лавкой использовали для хранения инвентаря (например, топора). Под лавками устраивали рундуки (род шкафа или сундука) с дверцами.

## Лавка в местничестве
На пирах гости сидели за столами на лавках. Место по правую руку от хозяина считалось почётным. Гости занимали места, сообразно своему достоинству, родству, роду, отчеству. Заслуги человека считались незначительными в сравнении с родовыми счетами. Сесть выше кого-то, кто считался выше по достоинству, означало нанести ему оскорбление. Стулья (кресла) были редким предметом и предназначались только для старейшин, патриархов и князей (царей). Остальные сидели на лавках, занимая места выше или ниже соседа — пир был частью родовой, а не общественной жизни.
В XVIII веке застолье переместилось на стулья — независимые друг от друга места.